# شهرستان فوروئو، هوکایدو

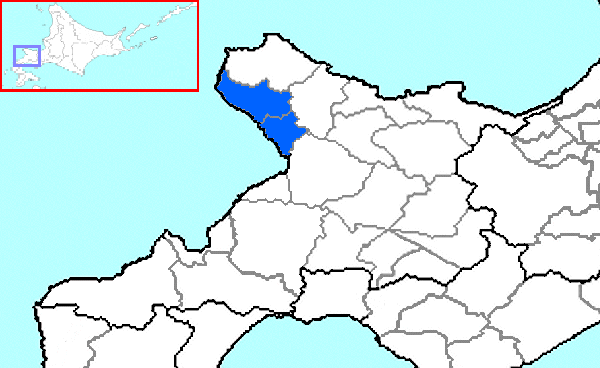

شهرستان فوروئو (انگلیسی: Furuu District, Hokkaido) یکی از شهرستان‌های ژاپن است که در استان هوکایدو در ژاپن واقع شده‌است.